# 수원씨앗도서관
수원씨앗도서관은 경기도 수원시에 있는 씨앗도서관으로 박물관장은 박영재이다.

## 개요
박물관 회원들이 모여 함께 농부들이 지켜온 토종 씨앗으로 농사를 지어 그 씨앗을 이웃에게 나눔하는 일을 하고 있다. 씨앗을 전시하고 있는 곳은 두 곳으로 수원시 장안구 상광교동 수원시광교산로컬푸드직매점, 호매실동 기후변화체험교육관 두드림이라는 곳이다. 사무실은 팔달구 화서동 농민회관에 있으며, 농장은 입북동과 상광교동에 밭 1,500평, 상광교동에 논 2,000평 정도에 토종 채소와 토종벼를 재배하고 있다. 전국씨앗도서관협의회에 참여하고 있으며, 수원씨앗도서관 관장 박영재씨가 전국씨앗도서관협의회 대표도 맡고 있다. 현재 박영재씨는 KBS1라디오 '오늘아침1라디오'에 매주 화요일 텃밭매뉴얼이라는 코너에 출연하고 있다.